# Николич, Стево
Стево Николич (босн. Stevo Nikolić; 4 декабря 1984, Шамац, СФРЮ) — боснийский футболист, нападающий.

## Клубная карьера
Николич родился в Шамаце, Социалистическая Республика Босния и Герцеговина. Он начал играть в местном клубе «Борац», а когда ему исполнилось 15 лет, перешёл в «Обилич» из Белграда. Затем он провел 2 года в основной команде.
В 2004 вернулся в Боснию, подписав контракт с действующим обладателем кубка «Модричей». Он играл там до 2008, пока не перешёл в румынский «Оцелул». В 2010 подписал контракт с «Борацем», за сезон в котором выиграл чемпионат Боснии. После одного сезона в Боснии перебрался в венгерский «Дебрецен».

## Международная карьера
Дебютировал за национальную сборную Боснии и Герцеговины 30 января 2008 года в товарищеском матче со сборной Японии. 1 июня того же года в товарищеском матче со сборной Азербайджана забил единственный гол. Больше за сборную не выступал.